# Gouvernement Servais
Gouvernement de Tornaco Gouvernement de Blochausen
Le gouvernement Servais (luxembourgeois : Regierung Servais), est le gouvernement du Luxembourg en fonction du 3 décembre 1867 au 26 décembre 1874.

## La transition
L’indépendance du Grand-Duché sort renforcée de la grave crise de 1867. Cependant, l’opinion publique reproche au gouvernement de Tornaco son attitude attentiste pendant
que le sort du pays se joue au congrès de Londres. À certains moments, le baron Victor de Tornaco donne nettement l’impression de s’être résigné à céder le Luxembourg à la France. Son gouvernement tombe à la suite du traité de Londres. En effet, la neutralité imposée par celui-ci rend nécessaire une réduction des forces armées luxembourgeoises. Les statuts de la Confédération germanique obligeaient notamment le Grand-Duché à entretenir un contingent fédéral stationné à Echternach et à Diekirch. Cette obligation devient obsolète en 1867. Quand le baron de Tornaco soumet une loi sur la réorganisation militaire à la Chambre des députés, celle-ci rejette la proposition et contraint ainsi le ministre d’État à démissionner. Les membres du gouvernement démissionnaire proposent Emmanuel Servais, qui s’était distingué au cours des négociations à Londres, comme successeur.

## Composition

### Initiale (3 décembre 1867)
| Portefeuille                                                                        | Titulaire                   | Titulaire |
| ----------------------------------------------------------------------------------- | --------------------------- | --------- |
| Ministre d'État Président du gouvernement Directeur général des Affaires étrangères | Emmanuel Servais            |           |
| Directeur général des Affaires communales                                           | Édouard Thilges             |           |
| Directeur général de la Justice                                                     | Henri Vannérus              |           |
| Directeur général des Finances                                                      | Alexandre de Colnet-d'Huart |           |

### Remaniement du 30 septembre 1869
- Les nouveaux ministres sont indiqués en gras, ceux ayant changé d'attributions en italique.

Emmanuel Servais est chargé provisoirement des Finances.
| Portefeuille                                                                        | Titulaire        | Titulaire |
| ----------------------------------------------------------------------------------- | ---------------- | --------- |
| Ministre d'État Président du gouvernement Directeur général des Affaires étrangères | Emmanuel Servais |           |
| Directeur général des Affaires communales                                           | Édouard Thilges  |           |
| Directeur général de la Justice                                                     | Henri Vannérus   |           |

### Remaniement du 12 octobre 1869
- Les nouveaux ministres sont indiqués en gras, ceux ayant changé d'attributions en italique.

| Portefeuille                                                                        | Titulaire        | Titulaire |
| ----------------------------------------------------------------------------------- | ---------------- | --------- |
| Ministre d'État Président du gouvernement Directeur général des Affaires étrangères | Emmanuel Servais |           |
| Directeur général des Affaires communales                                           | Édouard Thilges  |           |
| Directeur général de la Justice                                                     | Henri Vannérus   |           |
| Directeur général des Finances                                                      | Georges Ulveling |           |

### Remaniement du 7 février 1870
- Les nouveaux ministres sont indiqués en gras, ceux ayant changé d'attributions en italique.

Victor de Roebé, conseiller de gouvernement, est chargé provisoirement de l'Intérieur.
| Portefeuille                                                                        | Titulaire         | Titulaire |
| ----------------------------------------------------------------------------------- | ----------------- | --------- |
| Ministre d'État Président du gouvernement Directeur général des Affaires étrangères | Emmanuel Servais  |           |
| Directeur général de la Justice                                                     | Henri Vannérus    |           |
| Directeur général des Finances                                                      | Georges Ulveling  |           |
| Directeur général de l'Intérieur                                                    | Nicolas Salentiny |           |

### Remaniement du 25 mai 1873
- Les nouveaux ministres sont indiqués en gras, ceux ayant changé d'attributions en italique.

| Portefeuille                                                                        | Titulaire         | Titulaire |
| ----------------------------------------------------------------------------------- | ----------------- | --------- |
| Ministre d'État Président du gouvernement Directeur général des Affaires étrangères | Emmanuel Servais  |           |
| Directeur général de la Justice                                                     | Henri Vannérus    |           |
| Directeur général de l'Intérieur                                                    | Nicolas Salentiny |           |
| Directeur général des Finances                                                      | Victor de Roebé   |           |

## La politique extérieure

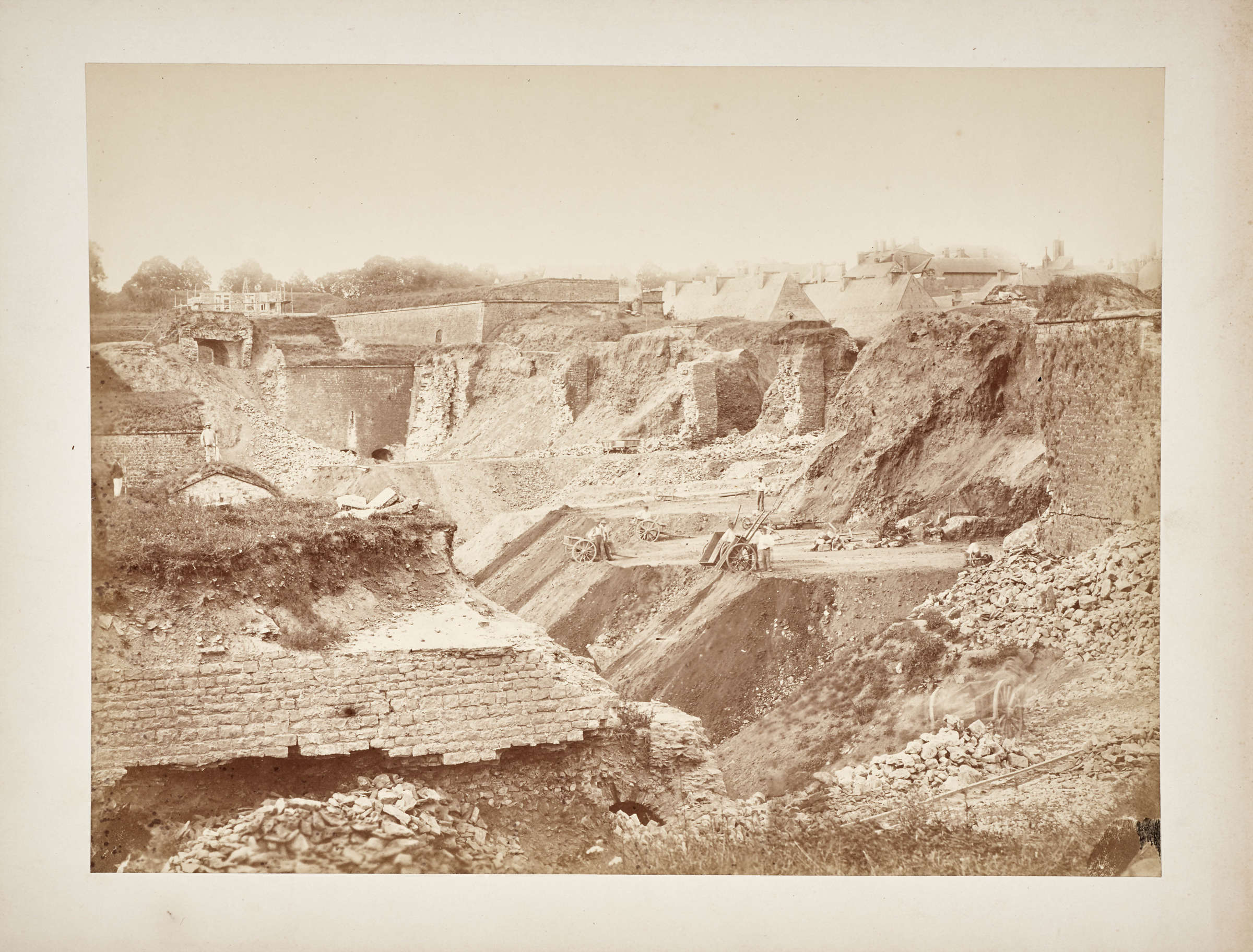
Les travaux de démantèlement du front de la plaine de la forteresse de Luxembourg.

Emmanuel Servais reprend les rênes du pouvoir à un moment difficile. Son gouvernement doit exécuter les stipulations du traité de Londres et en supporter les coûts. D’abord, le démantèlement de la forteresse. Les travaux de démolition des ouvrages de fortification, qui s’étendent sur une superficie de 177,21 hectares, vont officiellement durer jusqu’en 1883 et coûter 1798 625 francs. La vente des terrains ne couvre pas totalement cette dépense qui pèse lourdement sur le budget de l’État. Une commission instituée par le directeur général de l’Intérieur élabore un plan d’agrandissement de la ville qui prévoit, notamment, la percée des avenues et des boulevards ainsi que l’aménagement d’une ceinture de parcs. La loi du 18 mai 1868 crée le corps des chasseurs luxembourgeois, composé de 18 officiers et de 587 sous-officiers et hommes chargés de maintenir l’ordre et la sécurité intérieure. Servais déjoue habilement les réticences en faisant promouvoir au grade de général, de colonel ou de major les officiers que la diminution des effectifs met à la retraite.
L’exécution scrupuleuse des obligations du traité de Londres ne met pas le Luxembourg à l’abri d’une nouvelle crise internationale. En 1870, la guerre franco-allemande éclate et, bientôt, des incidents menaçant la neutralité du pays se produisent. La population prend ouvertement parti pour la France, alors que des employés de la Compagnie de l’Est approvisionnent la garnison de Thionville par un train partant de Luxembourg. Bien que l’action ait eu lieu à l’insu des autorités luxembourgeoises, Bismarck reproche au gouvernement luxembourgeois d’avoir violé la neutralité et déclare que l’Allemagne ne se
sent plus liée par le statut neutre du Grand-Duché dans ses opérations militaires. Selon Servais, cette menace semble annoncer une occupation imminente du territoire. Aussi le chef du gouvernement réagit-il avec vigueur en rédigeant un mémoire qui réfute toutes les accusations allemandes. Ce mémoire n’est pas seulement envoyé à Berlin, mais à toutes les chancelleries des puissances signataires du traité de Londres. Ainsi, Servais prend à témoin l’Europe entière et lui rappelle son devoir de garant du traité, qui consacre l’indépendance et la neutralité du Luxembourg.
L’Allemagne fera un pas en arrière et, après la victoire sur Napoléon III, se contentera de réclamer le contrôle des chemins de fer luxembourgeois. Par une clause additionnelle du traité de Francfort (10 mai 1871), la Compagnie française des chemins de fer de l’Est cède l’exploitation du réseau luxembourgeois au Reich, sans que le gouvernement grand-ducal n’ait été consulté. Ce dernier essaie de s’opposer à ce transfert qui soustrairait à sa souveraineté son principal moyen de communication. Mais en vain ! L’Allemagne utilise l’Union douanière, qui expire en 1875, comme moyen de pression, de sorte que le gouvernement luxembourgeois signe une convention ferroviaire le 11 juin 1872. Cet accord remet l’exploitation de la société Guillaume-Luxembourg à l’administration impériale des Chemins de fer d’Alsace et de Lorraine jusqu’en 1912. Les deux signataires s’engagent également à ne pas dénoncer le Zollverein avant cette date. L’Allemagne, de son côté, promet de ne pas utiliser le réseau luxembourgeois pour des transports militaires et de respecter le statut de neutralité. Dans son discours devant la Chambre des députés, le président du gouvernement justifie les concessions faites en soulignant les avantages de l’accord intervenu : il écarte le danger qui pesait depuis deux ans sur l’indépendance du Luxembourg et garantit la stabilité des relations économiques indispensable à l’essor industriel et commercial.

## La politique intérieure
Le gouvernement Servais s’oriente également vers un apaisement sur le plan intérieur. La dissolution de la Confédération germanique à la suite de la guerre austro-prussienne de 1866 permet de s’écarter du modèle politique allemand qu’avait imposé le « coup d'État » de 1856 et d’envisager une révision de la Constitution. Le texte constitutionnel de 1868 établit un compromis entre la quasi-république de 1848 et le pouvoir personnel du monarque, instauré en 1856. La responsabilité ministérielle et le vote annuel des impôts sont réintroduits. La Constitution garantit à nouveau les libertés publiques fondamentales comme celle de la presse ou d’association. D’autre part, le souverain garde des prérogatives très larges. Depuis 1848, le gouvernement et le Parlement s’étaient souvent affrontés au sujet de la question constitutionnelle. La Constitution de 1868 rétablit un certain équilibre entre ces deux institutions de l’État.
Depuis que le Grand-Duché de Luxembourg a été érigé en vicariat apostolique en 1840, la nécessité s’est fait sentir de redéfinir les relations entre l’Église et l’État. Cependant, les tractations entre la curie romaine et les gouvernements luxembourgeois successifs s’éternisent. Aussi les autorités civiles se sentent-elles froissées quand, en 1870, Rome prend l’initiative de créer un diocèse et nomme Mgr Nicolas Adames premier évêque de Luxembourg. Le gouvernement, sur avis du Conseil d’État, refuse d’abord de reconnaître la décision de Rome. En 1872, afin de régulariser la situation, il soumet finalement un projet de loi sur l’organisation de l’évêché au pouvoir législatif. Le 30 avril 1873 est votée la loi selon laquelle le siège épiscopal ne peut être occupé que par un Luxembourgeois et l’évêque doit prêter un serment de fidélité au souverain après en avoir obtenu l’agrément.

## La politique économique
Pendant les années du gouvernement Servais, on assiste aux débuts de la sidérurgie moderne au Luxembourg. Les deux derniers hauts-fourneaux au charbon de bois, vestiges
de l’ère préindustrielle, s’éteignent en 1868. De nouvelles usines s’établissent à Dommeldange et dans le Bassin minier. La production de fonte double en quatre ans, passant de 93 000 t en 1868 à 185 000 t en 1872. L’extraction du minerai de fer passe de 722 000 t à presque un million de tonnes en 1871. Cependant, un tiers seulement du minerai extrait est transformé sur place, le reste étant exporté vers l’Allemagne et la Belgique. La politique minière lancée par le gouvernement Servais vise à inverser ce rapport et à réserver la richesse du sous-sol à l’industrialisation du pays. La loi minière du 15 mars 1870 déclare propriété de l’État, et comme telle soumis à concession, tous les gisements situés à une certaine profondeur. Une loi de 1874 règle le mode de concession. Ces concessions vont devenir une source de revenu importante pour les finances publiques. Le prix est payé en annuités échelonnées sur une longue durée, ce qui permet aux petites sociétés luxembourgeoises à capitaux restreints d’acquérir des lots. Le gouvernement a aussi voulu introduire une clause qui exige la transformation de la minette sur place (Verhüttungsklausel). Cependant, cette mesure qui devait assurer l’implantation de la sidérurgie dans le Bassin minier est contestée par l’Allemagne, car elle est contraire aux principes du Zollverein. Le gouvernement est contraint d’y renoncer. Néanmoins, par les réglementations de 1870 et de 1874, il s’est donné un puissant instrument pour diriger l’industrialisation du pays.
Le gouvernement va également s’en servir dans sa politique ferroviaire. En 1866, les lignes principales vers les quatre points cardinaux, soit environ 170 km, sont achevées. Le gouvernement veut compléter ces voies par un réseau de ceinture qui desservira non seulement la région industrielle du sud, mais également les cantons ruraux du centre et de l’est. Cependant, ce réseau, présentant une faible rentabilité, fait hésiter les financiers privés. Le gouvernement offre alors des concessions minières à titre de subside pour encourager la construction de voies secondaires. La société Prince-Henri, constituée en 1868, reçoit finalement le contrat. La concession est contestée par la société Guillaume-Luxembourg qui prétend construire la ligne la plus rentable d’Esch-sur-Alzette vers Rodange. Le gouvernement intente un procès à la société Guillaume-Luxembourg et le gagne. Ceci provoque des réactions passionnées de l’opinion publique. Un morcellement aurait mis en péril la réalisation du réseau de ceinture, essentiellement destiné à désenclaver les localités des vallées de l’Attert et de la Sûre. L’issue victorieuse suscite de véritables fêtes populaires dans les régions concernées. Par la suite, la société Prince-Henri connaîtra de nombreux déboires financiers. Quand Emmanuel Servais démissionne en 1874, seuls 89 km sur les 230 km prévus par le contrat sont terminés.

## Repères chronologiques
- 1868
  - Révision de la Constitution
- 1869
  - 19 mars : Loi sur la concession du chemin de fer Prince-Henri
- 1870
  - Vague d’émigration vers les États-Unis
  - 24 octobre : création de l’Institut grand-ducal
  - Érection de l’évêché de Luxembourg par le pape Pie IX
  - Guerre entre la France et l’Allemagne
  - 15 mars : Loi sur les concessions minières
  - 18 juin :Loi relative aux professions ambulantes
- 1871
  - Création de la Metzeschmelz à Esch-sur-Alzette, première usine sidérurgique établie dans le bassin minier
  - 18 janvier m Guillaume Ier est proclamé empereur d’Allemagne dans la galerie des glaces à Versailles
- 1872
  - Publication de l’épopée nationale De Rénert par Michel Rodange
- 1873
  - 30 avril : Loi sur l’érection du Grand-Duché en évêché
  - 17 mai : Loi sur la Banque nationale
  - 1er juin : la Banque nationale ouvre ses guichets.
- 1874
  - 7 juillet : Loi sur les concessions minières fixant les annuités à payer à l’État par le concessionnaire